# Warszawa Ulrychów
Ten artykuł dotyczy przyszłego wydarzenia. Informacje w nim zawarte mogą się zmienić wraz z pojawieniem się nowych faktów, a początkowe doniesienia mogą być niepewne. Ostatnie aktualizacje tego artykułu mogą nie odzwierciedlać najbardziej aktualnych informacji.
Warszawa Ulrychów – zaprojektowany przystanek osobowy PKP Polskich Linii Kolejowych. Przystanek miałby być zlokalizowany nieopodal stacji linii metra M2 – Ulrychów, przy wiadukcie ulicy Górczewskiej, na granicy Bemowa i Woli.
Przystanek miałby być zrealizowany w ramach projektu „Rozbudowa układu torowego na obszarze Odolan w Warszawie”.